# ان کتلی
ان کتلی (به انگلیسی: Ann Catley) خواننده بریتانیایی در سده ۱۸ (میلادی) است.